# FTR Moto
FTR Moto Ltd. — британська компанія, що займається розробкою та виробництвом спортивних мотоциклів та комплектуючих до них. «FTR Moto» є акронімом від слів Fabrication Techniques Racing Motorcycles.

## Історія

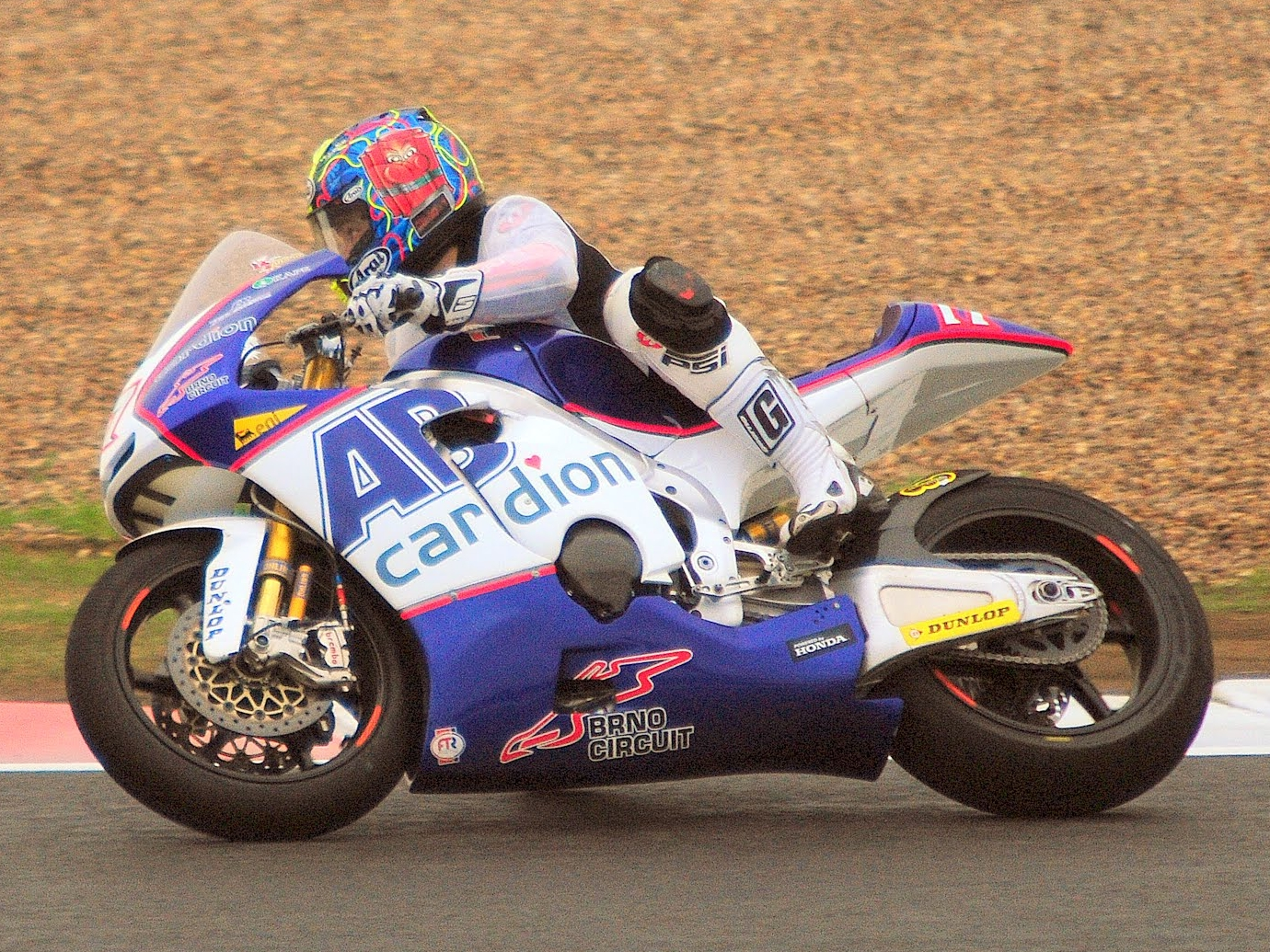
Карел Абрахам на FTR M210, 2010 рік

«FTR Moto» була створена в 1994 році як компанія-субпідрядник по виготовленню і зварюванню деталей для гоночних автомобілів і мотоциклетної промисловості. У 1995 році Кенні Робертс приїхав до Великої Британії, щоб виготовити шасі для мотоцикла, який повинен був виступати у MotoGP в класі 500сс. Це було першим замовленням для «FTR Moto». Після цього фірма почала співпрацювати з провідними спортивними командами, такими як MZ, Pulse, Derbi, KTM, Roberts GP, Kawasaki GP, Foggy Petronas та більшістю команд, що виступали у MotoGP та Superbike, створивши собі ім'я в будівництві шасі.
У 2009 році компанія вирішила створити свій власний гоночний бренд — FTR Moto, взявши участь у новоствореному класі Moto2 чемпіонату світу як окремий виробник в 2010 році. У 2011 році компанія поставила шасі кожному третьому мотоциклу Moto2, перш ніж розширила свою діяльність в класах MotoGP і Moto3 на 2012 рік.
Компанія також розробила і виготовила свій одномісний автомобіль, що брав участь у гонках на Rockingham Circuit, у Дубай та Сільверстоуні та інших гонках в Мексиці та Шотландії.

## MotoGP
У сезоні 2013 року «FTR Moto» співпрацювала з такими командами:
у класі MotoGP:
- Avintia Blusens (мотоцикл BQR спільної розробки);
- San Carlo Honda Gresini;

у класі Moto2:
- Came IodaRacing Project;
- SAG Team;
- NGM Mobile Forward Racing;

у класі Moto3 (мотоцикл спільної розробки з Honda):
- Andalucia JHK Laglisse;
- Blusens Avintia;
- San Carlo Gresini Moto3;
- Team Italia FMI;
- Ongetta-Centro Seta;
- Redox-Ongetta-Centro Seta;
- Racing Team Germany;
- JHK T-Shirt Laglisse.

## Цікаві факти
У 2014-у році мотоцикл «Kawasaki Forward FTR» виробництва FTR Moto, на якому Колін Едвардс виступав за команду «NGM Forward Racing Team» у MotoGP в сезоні 2013, був виставлений на продаж через аукціон EBay за ціною 62 тис. ₤.